# كيث توماس
كيث توماس (بالإنجليزية: Keith Thomas)‏ هو ملحن ومنتج أسطوانات أمريكي، ولد في القرن العشرين في كونيرز في الولايات المتحدة.

## وصلات خارجية
- كيث توماس على موقع ميوزك برينز (الإنجليزية)
- كيث توماس على موقع أول ميوزيك (الإنجليزية)
- كيث توماس على موقع ديسكوغز (الإنجليزية)